# Стельмах Олександр Миколайович
Олекса́ндр Микола́йович Сте́льмах — старший лейтенант Збройних сил України, учасник російсько-української війни.

## Короткий життєпис
Його батько працював в органах СБУ. Випускник 2013 року Національної академії сухопутних військ ім. гетьмана Петра Сагайдачного, спеціалізація «комплекси, прилади та пристрої артилерійської розвідки». Командир взводу, 95-та окрема аеромобільна бригада.
2 лютого 2015-го загинув під час боїв за Піски біля Донецького аеропорту.
Без Олександра залишилися мама, батько, брат (станом на 2015 рік навчався в Національній академії внутрішніх справ). Похований в селі Хомутець 5 лютого 2015-го.

## Нагороди
За особисту мужність і героїзм, виявлені у захисті державного суверенітету та територіальної цілісності України, вірність військовій присязі під час російсько-української війни, відзначений — нагороджений
- 27 червня 2015 року — орденом Богдана Хмельницького III ступеня (посмертно).